# The Little Old Lady from Pasadena
Singles par Jan and Dean
Dead Man's Curve
(1964) Ride the Wild Surf
(1964)
The Little Old Lady (from Pasadena) (en français La Petite Vieille Dame (de Pasadena)) est une chanson interprétée par Jan and Dean, écrite et composée par Don Altfeld, Jan Berry et Roger Christian, sortie en 1964.
Jan & Dean retravaillent les paroles de The Little Old Lady (from Pasadena) en 1967, renommant le morceau Tijuana et le sortant en single la même année. Les paroles contiennent désormais des références à peine voilées à la consommation de marijuana. Tijuana devait être inclus dans le dernier album du duo Carnival of Sound, achevé en 1969, mais le LP est inédit pendant plusieurs décennies. Le disque circule en tant que bootleg jusqu'à sa sortie officielle en 2010.
La chanson est interprétée en concert par les Beach Boys au Sacramento Memorial Auditorium le 1er août 1964, pour être incluse dans leur album Beach Boys Concert.

## Musiciens
Les musiciens de session de trois jours en mars 1964 qui jouent sur ce disque (connus sous le nom de The Wrecking Crew) sont Leon Russell au piano, Tommy Tedesco (en), Bill Pitman et Billy Strange (en) à la guitare, Ray Pohlman et Jimmy Bond à la basse et Hal Blaine et Earl Palmer à la batterie. Les chœurs sont assurés par The Honeys.

## Ventes
En 1964, la chanson atteint la troisième place du classement Billboard Hot 100 et la première place du classement RPM au Canada.

## Dans la culture populaire
Au cours des années 1960, le terme devient une punchline populaire pour de nombreux comédiens, en particulier Johnny Carson, qui l'invoquesouvent lorsqu'il présente The Tonight Show à Los Angeles avant de l'y déplacer définitivement en 1972.
Dans The Gunslinger, le dernier épisode du Dick Van Dyke Show à être filmé (bien qu'il ne soit pas le dernier diffusé), Rob rêve qu'il est un shérif dans le Far West, où un vendeur d'armes (Allan Melvin) essaie de lui vendre un pistolet, lui disant « Cette arme n'a été tirée qu'une seule fois, pour tuer une petite vieille dame à Pasadena ».
La chanson est l'une des nombreuses chansons liées à la Californie jouées tout au long de Sunshine Plaza dans le Disney California Adventure.
Les Dead Kennedys satirisent le concept dans leur propre chanson Buzzbomb from Pasadena, où une conductrice âgée terrorise également la ville avec sa conduite avant de se retrouver impliquée dans une fusillade avec la police dans un 7-Eleven.
La chanson est présente dans l'épisode des Animaniacs Little Old Slappy from Pasadena, où Rififi l'écureuil conduit dans toute la ville pour livrer une lettre. L'épisode se termine avec elle révélant qu'elle n'a jamais pris de cours de conduite et se fait arrêter.